# KrAZ-5233
KrAZ-5233 – ukraiński czterokołowy wojskowy samochód ciężarowy o ładowności 6-9,9 t opracowany przez przedsiębiorstwo KrAZ w 2008 roku. Ciężarówki te wykorzystywane były w Armii Ukraińskiej.
Pojazd przeznaczony jest do transportu ładunków i ludzi w każdym terenie.

## Dane techniczne

### Silnik
- V8 14,86 l (14860 cm³) JaMZ-238DE2
- Moc maksymalna: 330 KM przy 2100 obr./min
- Maksymalny moment obrotowy: 1275 Nm przy 1100-1300 obr./min

### Osiągi
- Prędkość maksymalna: 85-100 km/h (załadowany)
- Średnie zużycie paliwa: 35,0 l / 100 km

### Inne
- Przekładnia mechaniczna, 8-biegowa JaMZ-2381
- Promień skrętu: 13 m
- Koła: 550/75R21
- Ładowność: 6000 kg + 7000 kg (przyczepa)
- Prześwit: 400 mm